# Slug (ferrovia)

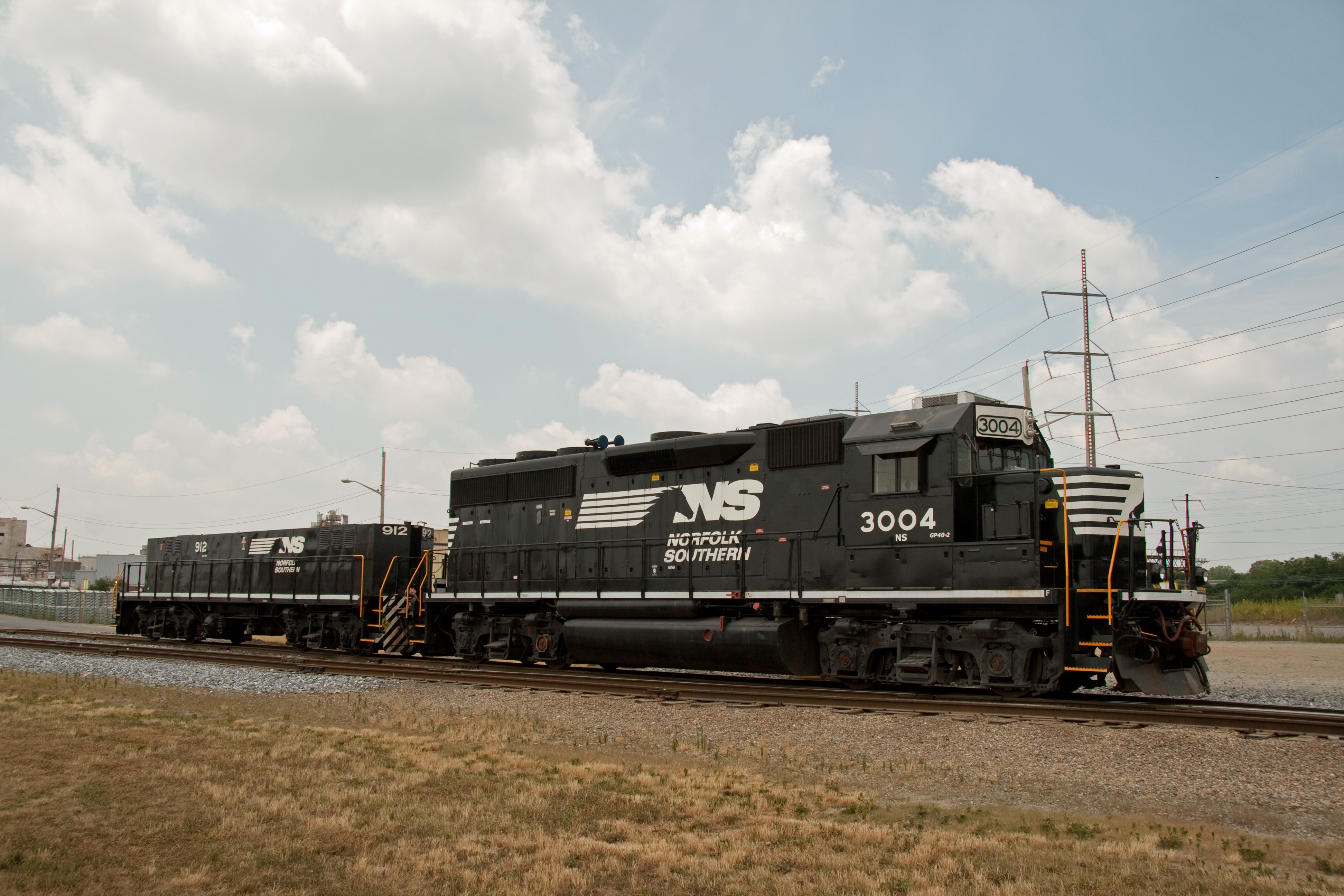
Uma slug atrás de uma locomotiva de tamanho normal. Não tem cabine nem motor principal, embora algumas slugs mantenham suas cabines para abrigar sistemas de processamento, medição e aferição de equipamentos.

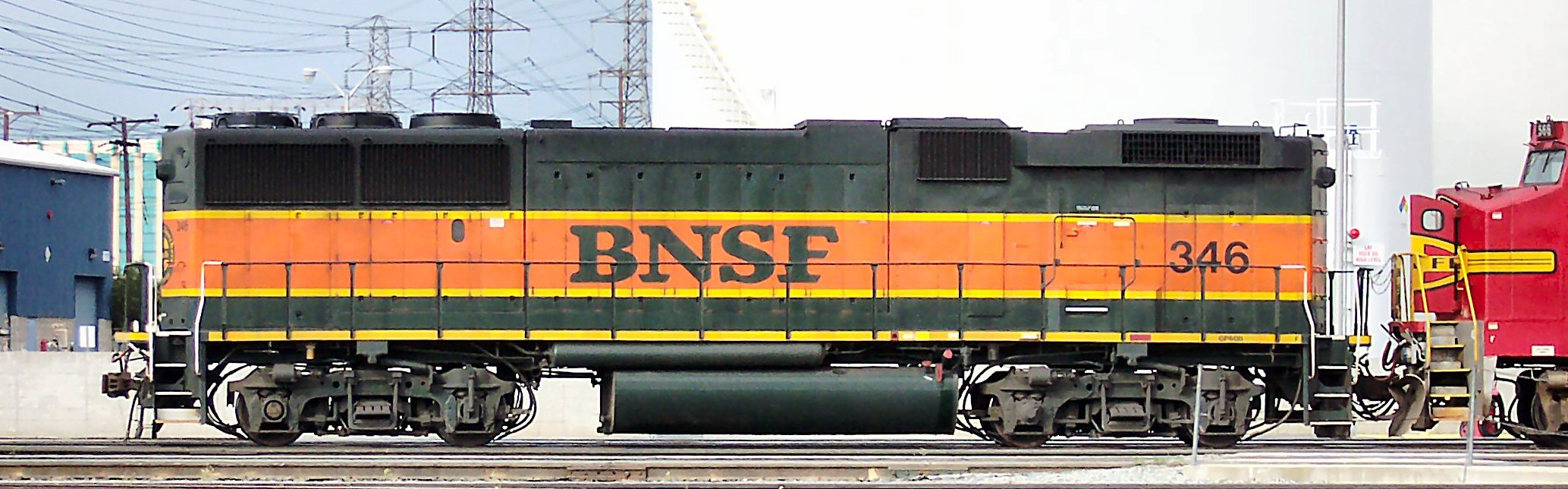
Em contraste, uma unidade B tem um motor principal e motores de tração, mas nunca possui uma cabine

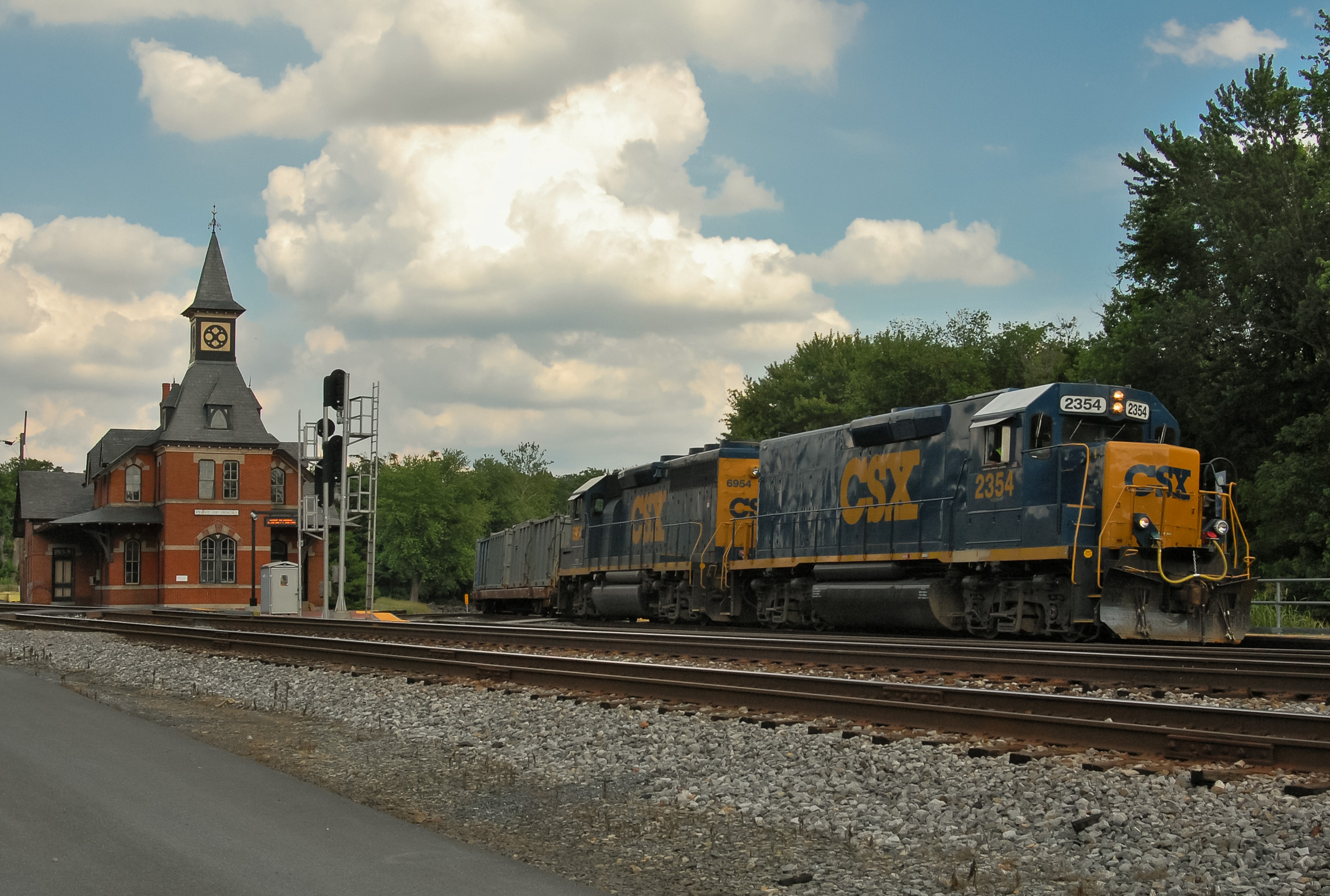
Uma slug cabinada (CSXT N° 2354) conduzindo sua locomotiva-mãe.

Na ferrovia, uma slug  é uma versão de uma locomotiva diesel-elétrica que não possui motor principal e na maioria das vezes, não possui cabine. Ela obtém a energia elétrica necessária para operar seus motores de tração e controles de frenagem de uma locomotiva-mãe totalmente alimentada. Quando acoplada ela aproveita o excesso de corrente elétrica que a locomotiva primária produz em baixa velocidade, proporcionando potência adicional e frenagem nessa operação sem o gasto de uma locomotiva cheia. 
Uma slug é diferente de uma unidade B, que possui um motor principal e motores de tração, mas não possui cabine. Uma slug pode ter a cabine do operador para permitir que os engenheiros operem um trem com essa unidade na frente, ou pode ter a cabine e grande parte da estrutura removidas para economizar espaço e permitir ao operador na locomotiva-mãe melhor visibilidade traseira. As slugs podem ser construídas novas ou convertidas a partir de locomotivas aposentadas ou acidentadas, especialmente aquelas com motores diesel muito desgastados, mas com bons motores de tração.

## Terminologia
As slugs também são conhecidas por outros nomes. Alguns são:
- DRONE (usado pela extinta Santa Fe)
- MATE (motores para maior esforço de tração, usados pela GE)
- RDMT (MATE rodoviária), usado pela CSX Transportation
- RDMATE (usado pela Electro-Motive Diesel)
- TEBU (unidade de reforço de esforço de tração, usada pela Morrison-Knudsen e Southern Pacific)
- TEBC (unidade auxiliar de esforço de tração com cabine, são slugs com cabine BN / BNSF)
- TEBCU (unidade auxiliar de esforço de tração, slugs com cabine BN / BNSF)
- Hump booster, usado pela Canadian National

As CCRCLs (locomotivas não tripuladas remotas) usadas pela Union Pacific Railroad são às vezes chamadas de slugs.